# سيتشي إيشي
سيشي إيشي (18 أغسطس 1967) مصمم ألعاب فيديو ياباني إشتهر بتطوير ألعاب القتال.

## روابط خارجية
- سيتشي إيشي على موقع IMDb (الإنجليزية)